# Sertã
Sertã (výslovnost /sɨɾ.'tɐ̃/) je historické město na severu Portugalska v provincii Beira Baixa. Město je součástí okresu s 16 720 obyvateli, samotné město má kolem 5500 obyvatel.

## Pamětihodnosti
- Pelourinho de Pedrógão Pequeno